# Christian Fries (Schauspieler)

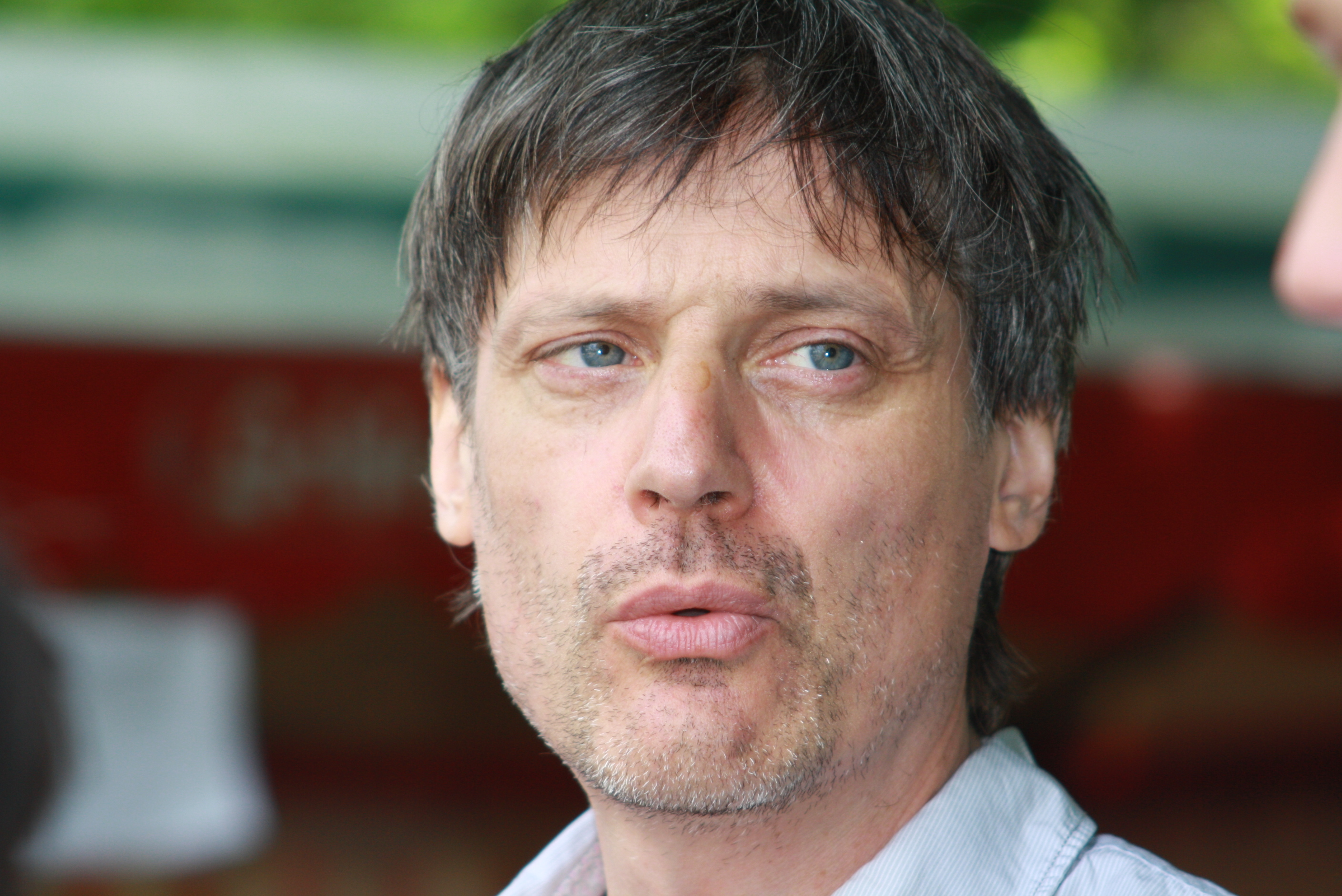
Christian Fries

Christian Fries (* 1959 in Duisburg) ist ein deutscher Schauspieler, Regisseur, Musiker und Autor.

## Leben
Christian Fries studierte bis 1988 Philosophie an der Universität Köln, Klavier an der Musikhochschule Düsseldorf und Schauspiel an der Hochschule der Künste Berlin. Es folgten Engagements am Wiener Burgtheater (1988–1991), in Münster, Konstanz und Mainz. Als Regisseur inszenierte er an Stadttheatern, in der freien Szene sowie bei der Bremer Shakespeare Company.
Christian Fries arbeitet seit der Spielzeit 2005/06 als Schauspieler und Regisseur im Ensemble des Stadttheaters Gießen. Er inszenierte unter anderem „Auf dem Land“ von Martin Crimp, „I hired a contract killer“ nach dem Film von Aki Kaurismäki und Goethes Torquato Tasso.
Im Juni 2010 nahm er als einer von vierzehn Autoren an den 34. Tagen der deutschsprachigen Literatur, dem Ingeborg-Bachmann-Wettbewerb in Klagenfurt teil. Er wurde vom Wiener Kulturjournalisten und Juror Paul Jandl nominiert.

## Auszeichnungen
Für seine schauspielerische Arbeit erhielt Fries den Förderpreis der „Theaterfreunde Münster“. 2002 erhielt er den Förderpreis des Festivals Theaterzwang für die Inszenierung von Franz Kafkas „Der Bau - oder: Meistens wohnt der, den man sucht, nebenan“.

## Werke
- Vater gibt seinen Weinhandel auf. Prosa, Szenen. Verlag Helmut Lang, Münster 2009, ISBN 978-3-931325-48-0